# Mackenzie Crook
Paul James "Mackenzie" Crook (Maidstone, 29 september 1971) is een Brits acteur.
Crook is het meest bekend met rollen als Ragetti in de filmreeks Pirates of the Caribbean, Gareth Keenan in de BBC televisieserie The Office en als Orell in de HBO televisieserie Game of Thrones. Met een gastrol speelde hij ook in onder andere televisieseries Merlin als Cedric en Skins als John White.
Crook bedacht en schreef de komische reeks Detectorists die van 2014 tot 2017 op BBC Four werd uitgezonden. Hij speelde een van de twee hoofdrollen. De reeks won verschillende prijzen.

## Filmografie
- 1996: The Man Who Fell in Love with a Traffic Con! als The Man
- 1998: Still Crazy als Dutch Kid
- 2003: The Gathering als The Gathering
- 2003: The Principles als Dan
- 2003: Pirates of the Caribbean: The Curse of the Black Pearl als Ragetti
- 2004: Sex Lives of the Potato Men als Ferris
- 2004: The Life and Death of Peter Sellers als Car Salesman
- 2004: The Merchant of Venice als Launcelot Gobbo
- 2004: Finding Neverland als Mr. Jaspers - Usher
- 2004: Churchhill: The Hollywood Years als Jimmy Charoo
- 2005: The Brothers Grimm als Hidlick
- 2006: Land of the Blind als Editor
- 2006: Pirates of the Caribbean: Dead Man's Chest als Ragetti
- 2007: I Want Candy als Dulberg
- 2007: I Could Never Be Your Woman als Producer
- 2007: Pirates of the Caribbean: At World's End als Ragetti
- 2007: Quest for a Heart (originele titel: Röllin sydän) als Rolli (stem, Engelse versie)
- 2008: Three and Out als Paul Callow
- 2008: City of Ember als Looper
- 2009: Solomon Kane als Father Michael
- 2010: Seks & Drugs & Rock & Roll als Russel Hardy
- 2011: Ironclad als Daniel Marks
- 2011: The Adventures of Tintin: The Secret of the Unicorn als Tom (stem)
- 2012: Cheerful Weather for the Wedding als David Dakin
- 2013: In Secret als Grivet
- 2013: One Chance als Braddon
- 2013: Disney Infinity als Ragetti
- 2014: Muppets Most Wanted als Prado Museum Guard #1